# Serrat de les Canals (Durro)
El Serrat de les Canals és un serrat situat al límit dels antics municipis de Barruera i de Durro, actualment tots dos integrats en el municipi de la Vall de Boí, a l'Alta Ribagorça.
Es tracta d'un serrat que té el punt més baix al sud-est de la presa de Cardet, i va ascendint cap al sud-est en direcció al cim de lo Codó, de 1.825,6 m. alt., que n'és el punt més alt. En aquest cim hi ha instal·lades les antenes de telecomunicació que serveixen la Vall de Boí. Al vessant nord de la serra, s'hi estén el Pinar de Durro.